# Alzoniella asturica
Alzoniella asturica е вид коремоного от семейство Hydrobiidae. Видът е застрашен от изчезване.

## Разпространение
Разпространен е в Испания.